# Уютный детектив

Джессика Флетчер — яркий пример сыщика в «уютном детективе», пожилая женщина, пишущая детективы, которая считает, что её сюжеты имеют параллели с собственной жизнью

Уютный детектив (англ. Cozy mystery) — вид детективного жанра, где сексу и насилию отведено в повествовании меньше места или они преподносятся с юмором, а преступления и расследования проходят в небольшом, тесном сообществе. Термин «уютный детектив» впервые предложен в конце XX века, когда различные авторы писали романы в попытках возродить Золотой век детектива.

## Герои
Детективами в таких историях почти всегда выступают дилетанты, часто женщины. Они хорошо образованны, с развитой интуицией и работают в местах, обеспечивающих контакты с другими жителями района и окрестностей (например, поваром, трактирщиком, библиотекарем, учителем, дрессировщиком, владельцем магазина, репортёром). Как и другие детективы-любители, они имеют связи в полиции, чтобы получать важную информацию о деле. Этим связующим человеком обычно бывают супруг, любовник, друг или член семьи. Незаметные, наблюдательные (например, женщины среднего или пожилого возраста) сыщики в уютных детективах без труда подслушивают, собирают улики и выстраивают картину преступления, благодаря природной смекалке и «чутью».
Преступники в уютных детективах, как правило, не бывают психопатами или серийными убийцами, а момент задержания сводится к взятию под стражу без насилия. Часто они являются местными жителями, где убийство совершено, и умеют скрываться в толпе. Их мотивы — корысть, зависть, месть, что часто продиктовано событиями прошлого или даже вопросами предыдущих поколений. Убийцы действуют рационально и чётко, отчего позже просто объяснить их мотивы.
Второстепенные герои в уютных детективах многочисленны и исполняют роль комичных чудаков. На их фоне любитель-детектив выглядит единственным здравомыслящим человеком.
Обычно в историях поджанра детектив-любитель втянут во многие громкие дела случайно. Эта деталь стала поводом для шутки на примере сериала «Она написала убийство», где главная героиня/сыщик и должна оказаться преступником, поскольку «куда бы она ни шла, там кто-то умирал!».

## Сюжет
Уютные детективы используют невинные ругательства. Убийства происходят «за кадром», часто относительно бескровны (отравления и падение с большой высоты). Раны на жертве почти не остаются и редко используются в качестве улики. Сексуальные отношения, даже между женатыми персонажами, лишь подразумеваются или не упоминаются в сюжете.
События обычно разворачиваются в городе, деревне или другой небольшой местности (почти замкнутой), где основные персонажи знакомы и общаются между собой, чтобы сохранить эффект правдоподобности. Детектив-любитель, как правило, общителен, дружелюбен и может из бесед получать нужную информацию. Обычно присутствует как минимум один любопытный, настырный, но надёжный человек, который знает личные истории и взаимоотношения жителей, что позволяет детективу-любителю заполнить лакуны в головоломке расследуемого дела
В книгах поджанра встречаются особенности в виде хобби или сопровождающего детектива животного — пушистый сыщик (англ. furry sleuth).
Особенностями книг Дианы Мотт Дэвидсон является еда, Парнелл Холл — кроссворды, Моники Феррис — рукоделие, Шарлотты Маклеод — искусство. Также могут встречаться рыбалка, гольф, антиквариат, дизайн интерьера. Среди героев-детективов часто встречаются кошатники (например, у Лилиан Джексон Браун и Риты Мэй Браун), собачники (серии «Зип и Милли» Алекса Валентина); травники (средневековый сыщик брат Кадфаэль автора Эллис Питерс). Также уютные детективы могут привязываться к Рождеству, Пасхе и другим праздникам.
Акцент в уютных детективах смещён с насилия и секса на решение головоломок, социальные взаимоотношения и хобби. Границы поджанра, тем не менее, расплывчаты, например, в работах Филипа Р. Крейга и Аарона Элкинса.

## Примеры жанра

### Телевидение
- 1984—1996 — «Она написала убийство» — американский сериал с Анджелой Лэнсбери в главной роли.
- 1994—1997 — «Пирог в небесах» — британский сериал, в котором полицейский детектив и по совместительству гурман работает в своём ресторане между раскрытиями преступлений.
- 2006 — «Ясновидец» — американский сериал с Джеймсом Родэй в роли талантливого детектива-любителя, который прикидывается экстрасенсом, чтобы получать необходимую для разгадки дела информацию.
- 2003—2007 — «Розмарин и тимьян[англ.]» — британский детективный сериал, сочетающий в себе любительские расследования и садоводство.